# Viernheimer Düne
Viernheimer Düne este o arie protejată (arie specială de conservare — SAC, sit de importanță comunitară — SCI) din Germania întinsă pe o suprafață de 2,01 ha, integral pe uscat.

## Localizare
Centrul sitului Viernheimer Düne este situat la coordonatele 49°31′17″N 8°33′49″E / 49.5214°N 8.5636°E.

## Înființare
Situl Viernheimer Düne a fost declarat sit de importanță comunitară în iunie 2000 pentru a proteja 1 specie de plante. Situl a fost protejat și ca arie specială de conservare în martie 2008.

## Biodiversitate
Situată în ecoregiunea continentală, aria protejată conține 2 habitate naturale: Vegetație psamofilă uscată cu pășuni deschise de Corynephorus și Agrostis, Pajiști calcaroase din nisipuri xerice.
La baza desemnării sitului se află o specie protejată de  plante: Jurinea cyanoides.
Pe lângă speciile protejate, pe teritoriul sitului au mai fost identificate 13 specii de plante, 1 specie de nevertebrate.